# 紐堡鎮區 (密歇根州)
紐堡鎮區（英語：Newberg Township）是位於美國密歇根州卡斯縣的一個行政鎮區。

## 地方資料
紐堡鎮區的面積為92.00平方千米，當中陸地面積為89.50平方千米，而水域面積為2.50平方千米。根據2020年美國人口普查的數據，當地共有人口1602人，而人口密度為每平方千米17.41人。